# لين ماكدوغال
لين ماكدوغال (بالإنجليزية: Lynne MacDougall) هي منافسة ألعاب القوى بريطانية، ولدت في 18 فبراير 1965.

## وصلات خارجية
- لين ماكدوغال على موقع الاتحاد الدولي لألعاب القوى (الإنجليزية)
- لين ماكدوغال على موقع أوليمبيديا (الإنجليزية)